# Juan Francisco Lucas
Juan Francisco Lucas (Comaltepec, Zacapoaxtla, Puebla, 24 de junio de 1834 -† Xochiapulco, Puebla, 1 de febrero de 1917) fue un militar y cacique indígena.
Combatió contra los franceses en la batalla de Puebla de 5 de mayo de 1862, siendo entonces capitán del 6.º Batallón de la Guardia de Puebla. Dicha unidad de infantería estuvo apostada a lo largo de una trinchera que se extendía entre el fuerte de Guadalupe y el Fuerte de Loreto. Como los indígenas de la Sierra solo tenían como armamento principal machetes tuvieron que emboscar en dicha trinchera a la infantería francesa que intentaba tomar los fuertes.
Uno de “Los 3 Juanes de Sierra Norte de Puebla”, era conocido en su tiempo como “El Patriarca De La Sierra”. La accidentada topografía y los bosques de la región fueron favorables a la defensa para hacer frente a las tropas extranjeras que invadieron la Sierra Norte de Puebla en 1865. En 1865 hubo varios encuentros militares entre las fuerzas irregulares mexicanas y el Cuerpo de Voluntarios Austriacos al mando de Franz Thun.
Su cuartel de campana durante la guerra de guerrillas contra un contingente de la Legión de Voluntarios Austriacos estuvo en la cima del cerro de Cuatecomaco donde aun existe una red de trincheras y miradores.
Según la tradición oral, el mismo realizaba incursiones espionaje en las líneas enemigas, haciéndose pasar como un humilde carbonero. Los invasores jamás sospecharon que tras la imagen de ese sencillo indígena estaba el fiero guerrero serrano.
Por sus actos heroicos fue ascendido a general de brigada 2.ª. División de Oriente.
En el periodo posterior a la guerra de Intervención, el general Juan Francisco Lucas estableció su residencia en la Hacienda de Taxcantla. Asimismo, tuvo otras bienes inmuebles en Tetela de Ocampo y Xochiapulco.
En la parte final de su vida, fue conocido como “El patriarca de la Sierra”, debido a la defensa que hizo de usos y costumbres de los pueblos indígenas de la zona.
Murió en pleno desarrollo de la Revolución mexicana de la cual se mantuvo al margen por su avanzada edad y estado de salud.
En Tetela de Ocampo, Xochiapulco y Zacapoaxtla, existen fotos, documentos y objetos históricos relacionados con él. (Como las Cartas que le enviaron Benito Juárez y Porfirio Díaz).
- Datos: Q5949562